# Gʼpsgolox
Le mât totémique Gʼpsgolox est un mât mortuaire de neuf mètres de haut fabriqué en 1872 par les Haislas. En 1928, il est amené en Suède et au Musée ethnographique de Stockholm, dans une vente organisée par le ancien ministère des Affaires indiennes du Canada.  
Le gouvernement pense que leur village est abandonné, ignorant que les gens déménagent dans différents établissements en fonction de la disponibilité saisonnière de la nourriture et du gibier. Ce n'est qu'en 1991 que les membres des Haisla découvrent que le totem G'psgolox a été exposé à Stockholm. 
Il faut des années de demandes des Haislas et de négociations avant que le totem ne soit restitué en 2006, en échange d'une réplique. En 2012, il est autorisé à se décomposer conformément à la tradition Haisla pour les poteaux de longue durée,.

## En média
L'histoire du totem fait l'objet du film documentaire de l'Office national du film du Canada Le totem d'origine de G'psgolox (2003), réalisé par Gil Cardinal (en),. En 2006, il réalise une suite sur le retour définitif du totem G'psgolox à Kitamaat, Totem : rapatriement et renouveau.